# Église Saint-Laurent de Palluau-sur-Indre
Pour les articles homonymes, voir Église Saint-Laurent et Saint Laurent.
L'église Saint-Laurent de Palluau-sur-Indre est une église catholique française. Elle est située sur le territoire de la commune de Palluau-sur-Indre, dans le département de l'Indre, en région Centre-Val de Loire.

## Situation
L'église se trouve dans la commune de Palluau-sur-Indre, à l'ouest du département de l'Indre, en région Centre-Val de Loire. Elle est située dans la région naturelle du Boischaut Nord. L'église dépend de l'archidiocèse de Bourges, du doyenné de Brenne-Touraine et de la paroisse de Buzançais.

## Histoire
L'église fut construite entre le XIe siècle et le XVe siècle. L'édifice est classé au titre des monuments historiques, le 7 mars 1945, pour les parties de l'église correspondantes au chœur, à l'abside et à la crypte (parcelle BD 308). Le reste de l'église est inscrit au titre des monuments historiques par arrêté du 11 juin 2013.

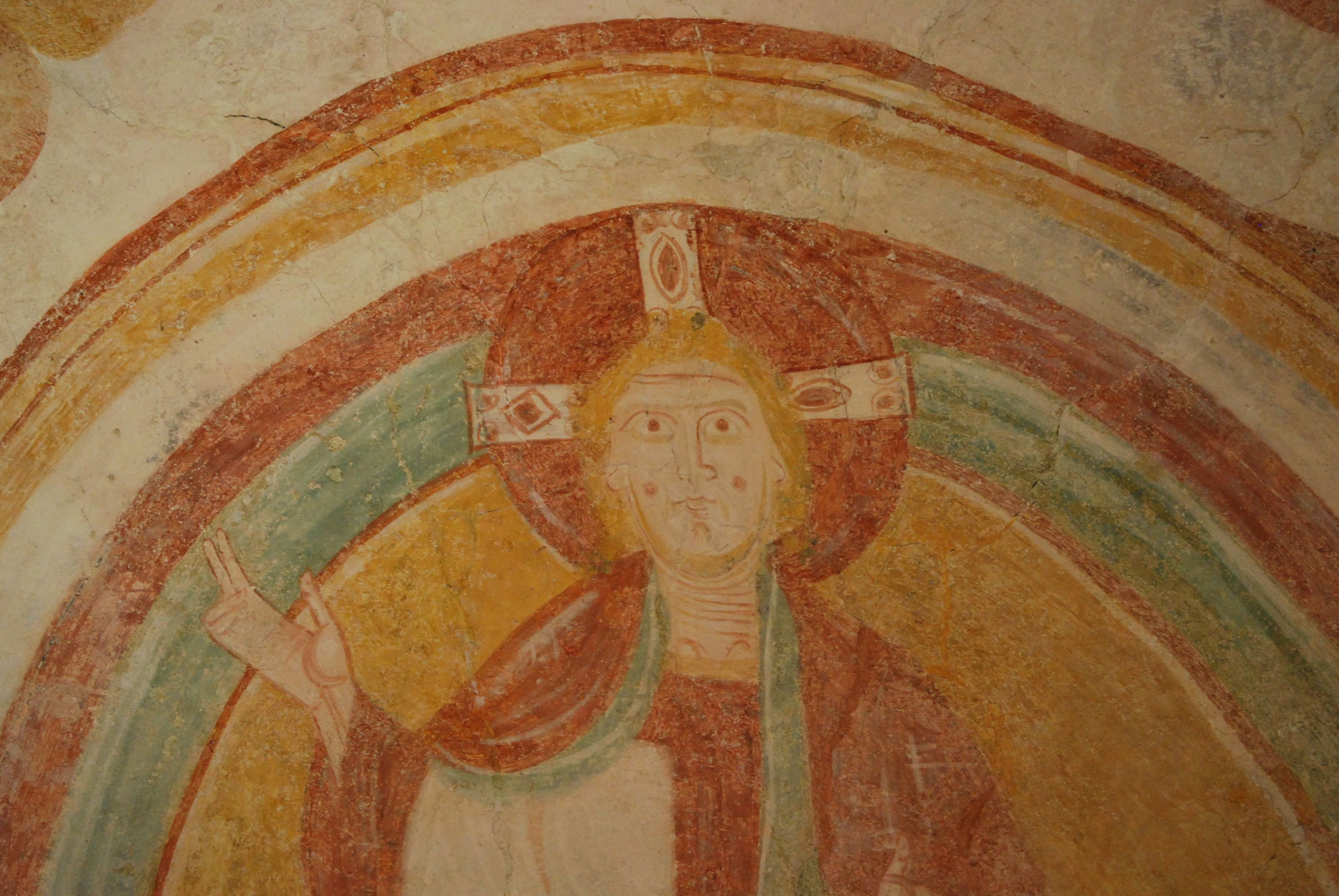
Le christ en majesté, en 2010.